# Système automatique de transport
Un système automatique de transport est un mode de transport fonctionnant de manière automatique, c'est-à-dire sans intervention humaine. Ils peuvent être guidés dans un parcours contraint (véhicule sur rails par exemple) ou un navire autonome lequel suivrait une route préprogrammée ou encore plus libres comme une voiture entièrement autonome.

## Transports guidés urbains

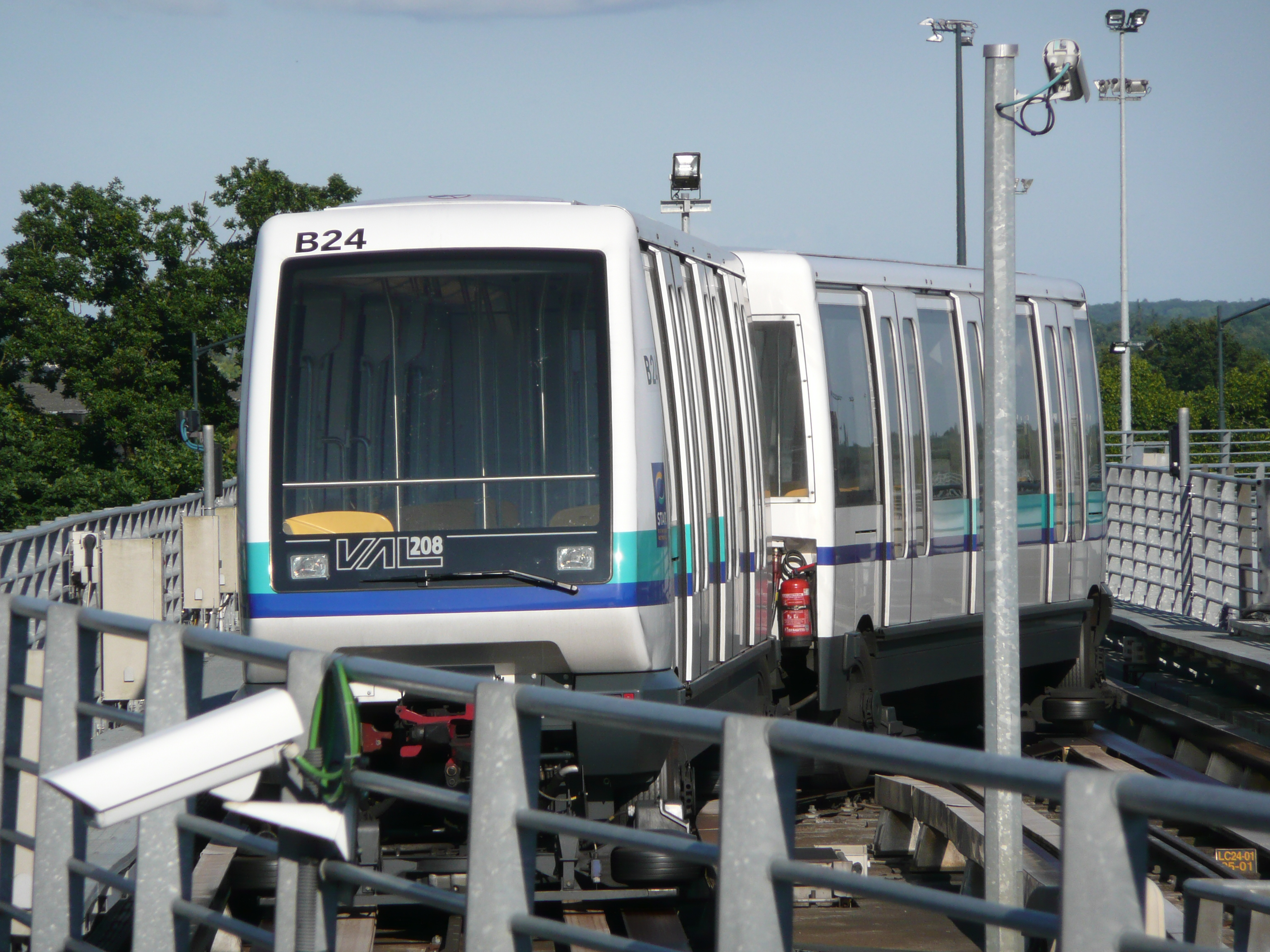
Le métro automatique VAL de Rennes.

Les transports guidés urbains automatiques peuvent être des tramways, des VAL, des métros ou des trains ou des autobus (Navette Kralingse Zoom à Rivium, à Rotterdam). Ils peuvent être partiellement ou totalement automatisés.

## Transports guidés par câble
Les transports guidés automatiques par câble, qu'il s'agisse d'ascenseurs, de télésièges ou de télécabines ont été parmi les premiers à voir le jour.

## Systèmes automobiles
Jusqu'en 2022, les technologies sont en cours de mises au point dans les laboratoires permettent d'envisager des voitures automates, capables de rouler automatiquement sans intervention humaine. Le système prend alors en charge la gestion de la direction et de la vitesse de la voiture. Toutefois, la gestion de la vitesse et de la direction ne suffisent pas à respecter la législation automobile. Pour cette raison, le législateur peut distinguer la conduite autonome de niveau 2 supervisée par le conducteur légalement responsable du véhicule, et la conduite de niveau 3 où le conducteur transfert la responsabilité légale à un tiers.
Entre 2010 et 2020 ont été développées des réglementations pour en encadrer le fonctionnement.
Les phases d'expérimentation devraient se terminer par le développement d'automobile autonomes sur certaines autoroutes en 2021-2022.
L'Allemagne doit devenir en 2022 le premier pays à autoriser la conduite autonome jusqu'à 60 km/h dans les embouteillages (par système automatisé de maintien dans la voie du véhicule) et le stationnement automatique.
Après qu'il est autorisé pour tous les véhicules en 2021, l'amendement permettant d'homologuer cette fonction aux poids-lourds, autobus et autocars sera en vigueur en juin 2022 dans les 54 pays parties prenantes à l'accord de 1958 qui reconnaissent déjà le règlement 157 en vigueur depuis 2021.

## Systèmes ferroviaires sur lignes secondaires
Les technologies en cours de mises au point dans les laboratoires permettent d'envisager des autorails automatiques sur lignes secondaires, capables de rouler automatiquement sans intervention humaine. L'autorail automatique qui peut être de petite taille (une vingtaine de places) permet d'offrir une solution satisfaisante en termes de coûts pour la desserte de lignes secondaires à faible trafic. Permettant à meilleur compte le remplacement d'un aller-retour jour par autocar à conduite manuelle, par plusieurs allers-retours de petits autorails à conduite automatique. Très économiques du fait de leur petite taille et de l'absence de personnel et permettant d'offrir une meilleure fréquence de desserte.
L'autorail automatique constitue une bien meilleure réponse, pour les lignes de chemin de fer déficitaires, que la fermeture pure et simple ou même le remplacement par un autocar lent et inconfortable.
Aux Pays-Bas, comme en France, des compagnies se sont engagées à essayer de 2018 à 2020 sur des trains de marchandise des solutions de trains autonomes ou trains-drones, dans lesquelles le savoir-faire du conducteur serait intégré dans le logiciel du train autonome. Dans un premier temps, le conducteur resterait toutefois dans le train pour assurer du bon fonctionnement. Aux Pays-Bas, comme en France, l'autonomisation du train ne serait que l'étape suivante.
En 2024, des expérimentations de train autonome ont eu lieu avec objectif de livrer des trains autonomes en 2032.

## Personal rapid transit

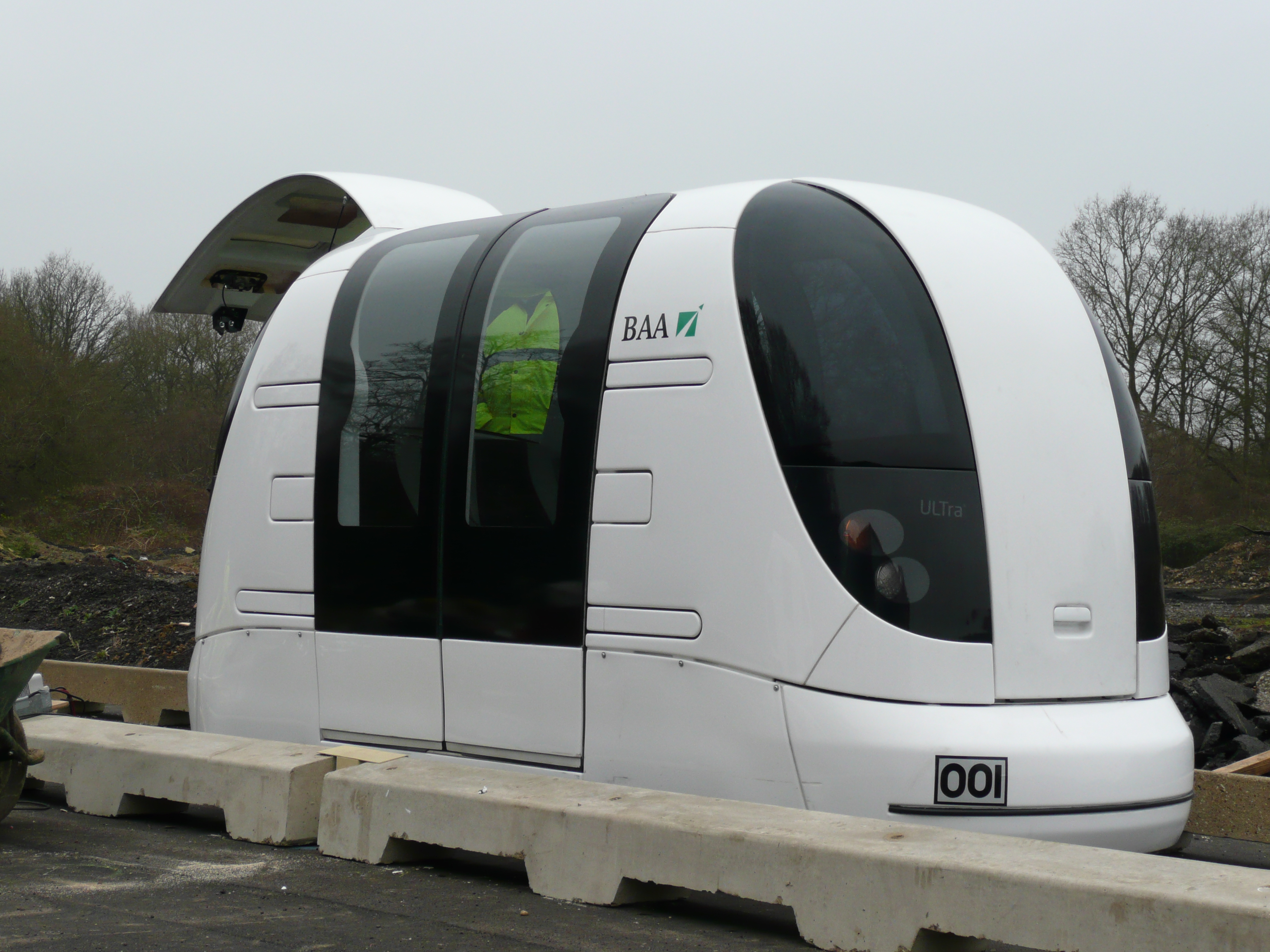
Un des véhicules du PRT ULtra sur une voie de test.

Un personal rapid transit (PRT) consiste en plusieurs petits véhicules (nombre de places assises inférieur à 20) autonomes circulant entre des stations selon un trajet non déterministe.
Le système ARAMIS qui a été étudié en France dans les années 80 devait être un système de transport entièrement automatique, mais le projet n'a pas abouti. De nombreuses techniques mises au point pour sa conception ont été réutilisées pour le VAL de Lille.
Premier PRT à entrer en service commercial en 1975, le personal rapid transit de Morgantown est resté pendant près de 35 ans le seul PRT au monde. Il a pu contribuer à donner une mauvaise image du PRT à cause des difficultés techniques qu'il a rencontrées à ses débuts. En 2022, il est encore en service.
Le PRT ULTra entre début 2010 en service commercial à l'aéroport de Londres Heathrow pour desservir le parking du terminal 5.

## Autres systèmes «inclassables»

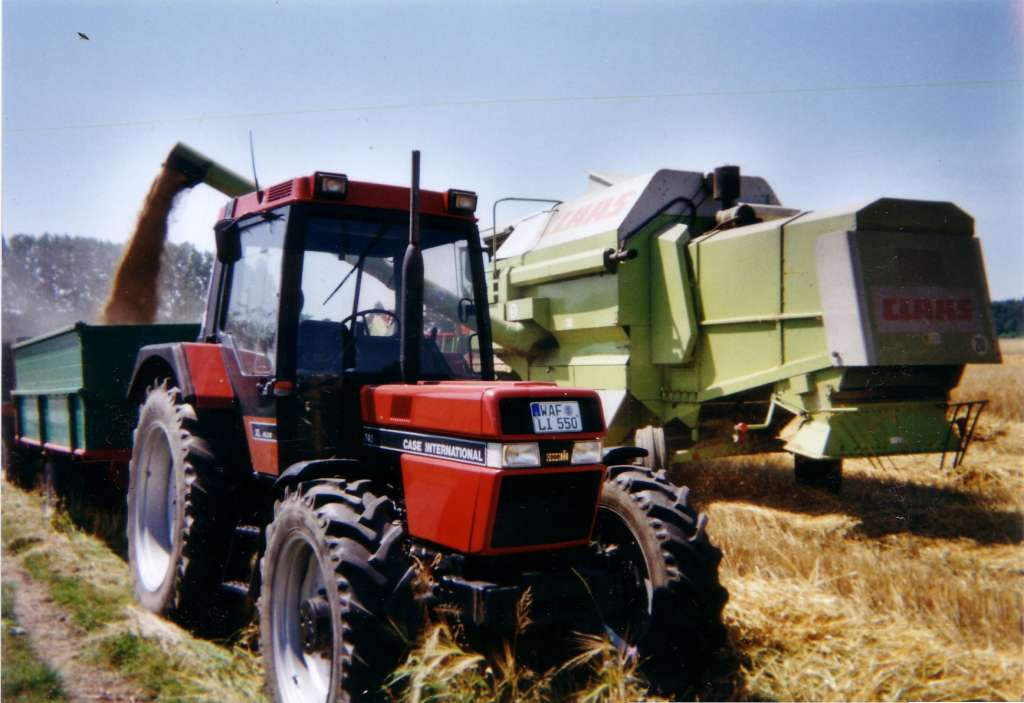
Les tracteurs peuvent être autonomes dans les champs sasn avoir besoin d'être autonome sur la voie publique

Le véhicule CyCab dont les premiers prototypes ont été essayés par le public en octobre 2009 est un petit véhicule autonome circulant à faible vitesse et pouvant communiquer avec ses congénères.